# Тетерич, Олимпиада Валерьевна
Олимпиада Валерьевна Тетерич (род. 21 апреля 1980 года, Москва, СССР) — российская телеведущая, бывшая солистка группы «Девочки».

## Биография
Олимпиада Валерьевна Тетерич родилась 21 апреля 1980 года в Москве. Имя она получила в честь Летних Олимпийских игр 1980 года. Родители хотели, чтобы дочь занималась спортом и в три с половиной года отдали ее в секцию спортивной гимнастики. В шесть лет Тетерич начала заниматься синхронным плаванием, а в школьные годы увлеклась бальными танцами.
В 16 лет стала работать в модном московском ночном клубе, где познакомилась с музыкальным продюсером Андреем Зуевым, который предложил ей пройти кастинг в новый муз-проект «Сестры Мармеладовы». Тетерич стала участницей группы и впервые попала на российскую поп-сцену. Вскоре группа прекратила существование, а спустя некоторое время попала в проект Игоря Матвиенко «Девочки», где её коллегами стали Валентина Рубцова, Татьяна Герасимова и Ирина Дубцова. После распада группы в 2003 году занялась журналистикой. Работала диджеем на радиостанции «Динамит FM», а потом перешла на МУЗ-ТВ, где вела реалити-шоу «Семь под солнцем». В 2008 году Тетерич стала ведущей программы «Хит-экспресс» на телеканале «Мир». Затем перешла на канал «Россия», где стала вести музыкальный хит-парад. Работа ведущей музыкальных программ на телевидении стала для неё основной.
В 2016 году Тетерич вошла в профессиональное жюри от России на конкурсе «Евровидение».
В 2017 году стала одной из ведущих проекта «Дневник счастливой мамы» на телеканале «Домашний».
Является бессменной ведущей международного конкурса «Новая волна».

## Личная жизнь
Муж Артём. Поженились 7 июля 2007 года. У супругов трое детей: сыновья Лавр и Никон (родился 22 ноября 2018 года) и дочь Мелисса.